# Стрелиция Николая
Стрели́ция Никола́я (лат. Strelitzia nicolai) — многолетнее древовидное растение, вид рода Стрелиция (Strelitzia) семейства Стрелициевые (Strelitziaceae).

## Название
Ботаническое родовое название дано в честь принцессы Шарлотты Мекленбург-Стрелицкой, супруги британского короля Георга III, патронессы Королевских ботанических садов Кью. В нём сохранено исходное немецкое написание Strelitzia, но русскоязычное произношение является искаженным вариантом — по правилам немецкого языка оно читается как «Штрелиц», что отражено, например, в названии района Мекленбург-Штрелиц и города Нойштрелиц, находящихся на месте бывшего герцогства Мекленбург-Стрелиц.
Видовое название nicolai дано в честь Великого князя Николая Николаевича Старшего. Привезенный посольской делегацией в середине XIX века в подарок царю Николаю I экземпляр необычного растения впервые зацвел в петербургском ботаническом саду 1853 году. Изучением экзотической новинки занялся Э.Л. Регель, назначенный туда директором в 1855г. Он установил что это растение является ранее неизвестным видом стрелиции и назвал его в честь третьего сына Николая I, который в то время был монаршим куратором ботанического сада.
Среди бытовых названий в иностранных языках популярны "натальский дикий банан" (англ. Natal wild banana) и "натальская стрелиция" (нем. Natalstrelitzie), данные по названию провинции Квазулу-Натал в ЮАР, где во множестве встречается этот вид и за сходство внешнего вида растения с представителями рода банан. Также стрелиция Николая часто встречается в литературе и на веб-сайтах под названием "белая стрелиция" или "белая райская птица", что порождает путаницу с самостоятельным ботаническим видом стрелиция белая. В русском языке более распространено научное латинское название.

## Ботаническое описание

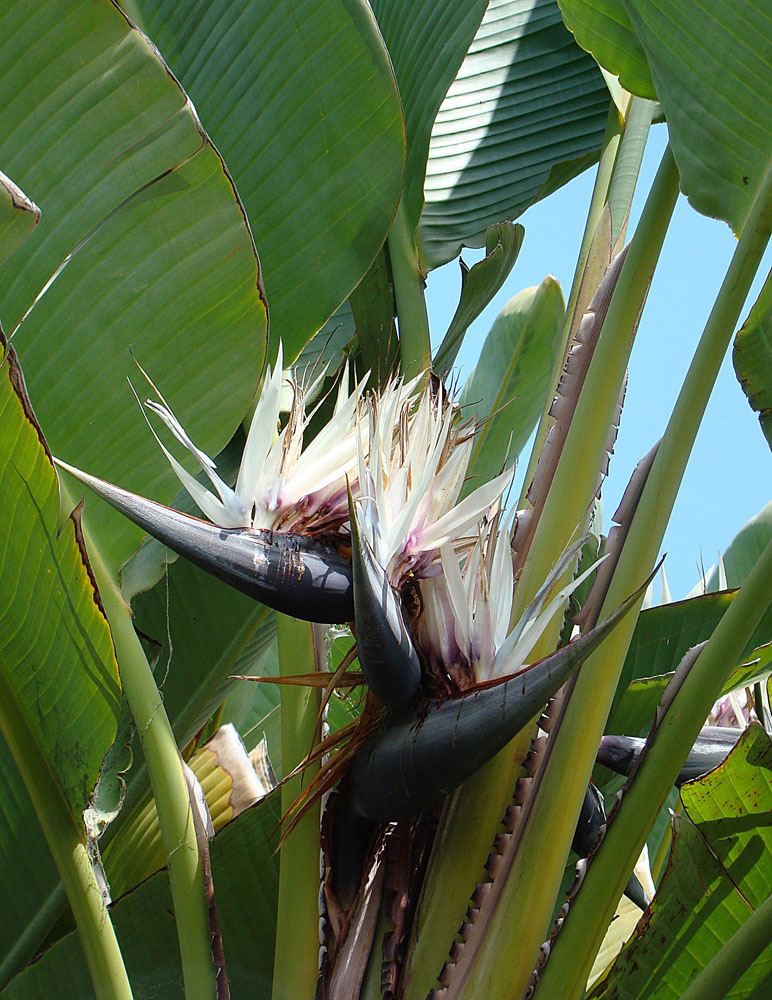
Соцветие стрелиции Николая с несколькими прицветниками-"клювами"

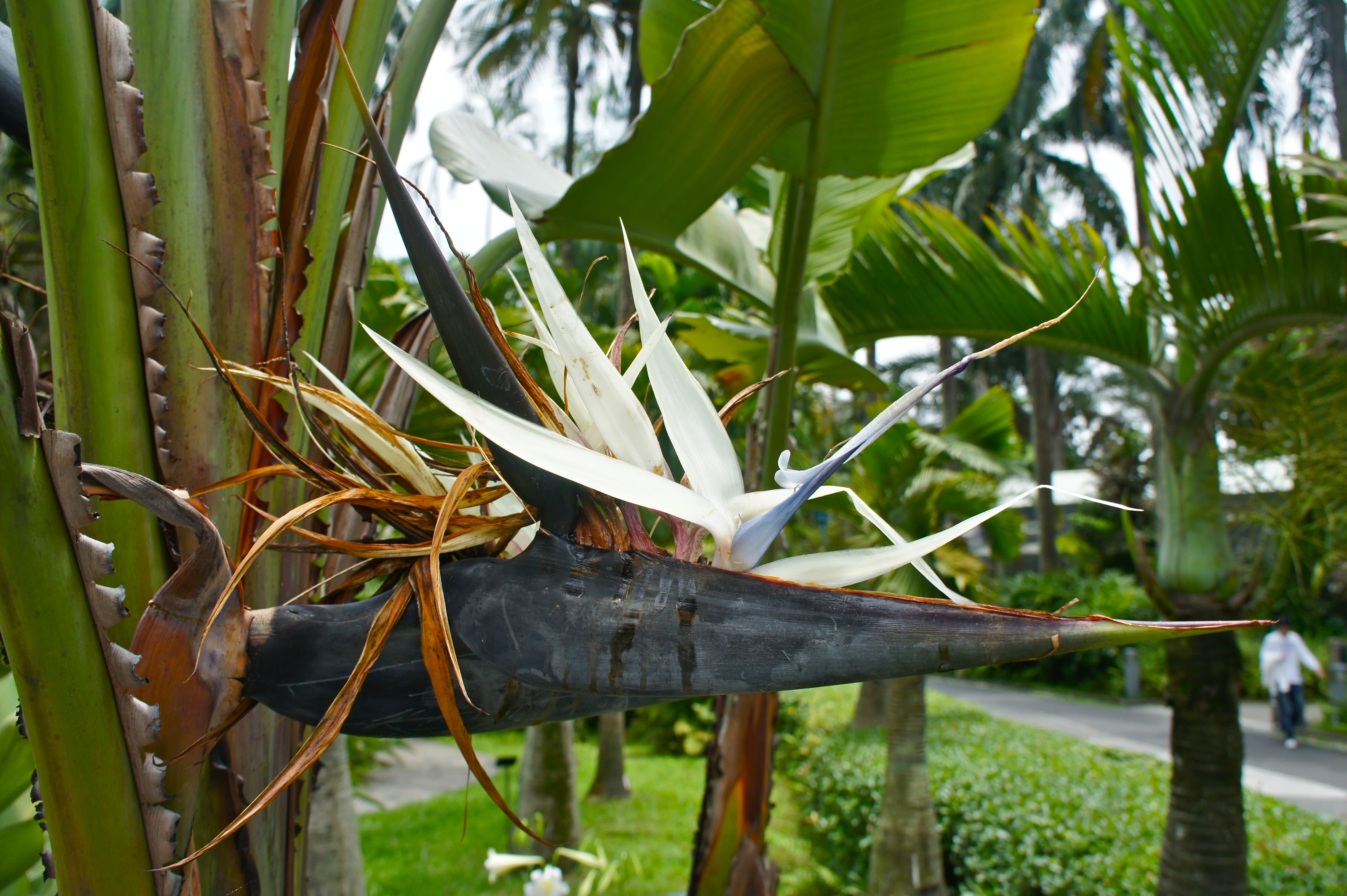
Цветок стрелиции Николая

Одна из трех древовидных стрелиций (помимо с. белой и с. хвостатой), напоминающая внешним видом крупные растения банана, с которыми её часто путают.
Многолетнее растение с неразветвленными стеблями, растущими плотными группами и достигающими 12 метров в высоту и до 4 метров в диаметре кроны каждый. С возрастом стебли одревесневают, сохраняя следы отмерших листьев. В прикорневой зоне часто формируются молодые отпрыски.
Листья собраны пучками на концах побегов, имеют продолговатую форму, достигают 2 м в длину и 0,4—0,6 м в ширину. Расположение супротивное в одной плоскости, образуя веер. Листовая пластинка кожистая, зелёного или сероватого цвета. Под воздействием ветра с возрастом разрываются на узкие полоски вдоль вторичных жилок перпендикулярно центральной, превращаясь в бахрому.
Цветонос укороченный, практически отсутствующий, соцветия появляются из пазух листьев. Соцветие сложной структуры, состоит их нескольких (обычно до 5 шт.) прицветников в форме веретена или клюва, растущих плотно друг за другом (как бы "вставленных" друг в друга), что является отличительным признаком вида - у всех остальных стрелиций прицветник на цветоносе один. Окраска темная, фиолетово-чёрная, иногда с более светлой красноватой каймой. Длина до 50 см. В каждом прицветнике заключено 4-6 бутонов, раскрывающихся поочередно. В период цветения из прицветника выделяется большое количество слизистой субстанции, привлекающей опылителей.
Цветки появляются поочередно. Чашелистики 16-18 см. длиной и 3-3,5 см. в ширину, белые. Лепестки сине-фиолетовые, редко беловатые, верхний ланцетовидный, около 3,5 см. длиной и 1 см. шириной. Нижние лепестки сросшиеся в форме наконечника стрелы.
Плод — жёсткая одревесневающая коробочка, раскрывающаяся с верхушки по средним линиям стенок камер.
Семена округлые, окрас колеблется от чёрного до коричневого; с ярким оранжевым ворсистым присемянником. Незрелые семена пригодны в пищу и довольно вкусны.
Количество хромосом 2n = 22, в отличие от других видов рода, у которых 2n = 14.
По результатам современных филогенетических исследований род стрелиций является монофилическим, т.е. все виды происходят от одного общего предка, сформировавшегося в эпоху эоцена примерно 58-40 млн лет назад. Стрелиция Николая выделилась в самостоятельную ветвь и единственная сохранила сложное строение соцветия с несколькими прицветниками (аналогично другим представителям семейства стрелициевых в родах Равенала и Фенакоспермум), тогда как остальные виды в ходе эволюции редуцировали его до одного прицветника одновременно с уменьшением размера.

## Распространение и экология
Стрелиция Николая имеет довольно пространный ареал, охватывающий регионы ЮАР от Ист-Лондона в Восточной Капской провинции, Квазулу-Натал и на север по территории Мозамбика к Зимбабве. Произрастает в основном на прибрежных дюнах и в вечнозеленых лесах, также расположенных в относительной близости к побережью. В Красной книге южноафриканских растений вид имеет статус Least Concern (находящийся под наименьшей угрозой).
В природе цветение продолжается круглогодично, с пиком в весенне-летний период (сентябрь-февраль в Южном полушарии).
Опылителями вида считаются птицы-нектарницы, особенно нектарница оливковая и нектарница серая. Также желеобразными выделениями прицветников любят лакомиться мелкие белогорлые мартышки и верветки, позднее с охотой поедающие семена с питательным оранжевым присемянником. 

## Применение

### Хозяйственное применение
Черешки крупных листьев высушиваются и используются для изготовления канатов при строительстве рыболовецких хижин и подобных временных сооружений. 

### Применение в садоводстве
Стрелиция Николая может использоваться в качестве одиночного крупного объекта в ландшафтном дизайне средних и крупных садовых пространств. Растения хорошо выносят засоленность и различную кислотность почв  (от кислой до слегка щелочной) и морские ветра, поэтому подходят для выращивания в прибрежных регионах. Вид достаточно неприхотливый, устойчивый к неблагоприятным погодным условиям, в т.ч. переносит недостаток влаги, практически не поражается болезнями и вредителями. При посадке предпочитают солнечные места, но выдерживают небольшое затенение. Оптимальные условия для выращивания - хорошо дренированные почвы, обильный полив в период активной вегетации, регулярные подкормки. Растения являются теплолюбивыми, оптимальные температуры не ниже 5 °C, хотя выдерживают и разовые понижения до 0 °C (USDA-зоны 10-12).

## Галерея
| |  |  |  |
| Слева направо: 1 — молодое растение; 2 — лист ювенильного растения; 3 — раскрывшиеся плоды; 4 — семена |  |  |  |

## Классификация

### Таксономическое положение
|  |                                |  |                                                  |                                                  |                        |  | еще 7 семейств в порядке Имбирецветные (APG IV, 2016) | еще 7 семейств в порядке Имбирецветные (APG IV, 2016) |                                                    |  |  |  | еще 4 вида в роде Стрелиция (APG IV, 2016) |
|  |                                |  |                                                  |                                                  |                        |  | еще 7 семейств в порядке Имбирецветные (APG IV, 2016) | еще 7 семейств в порядке Имбирецветные (APG IV, 2016) |                                                    |  |  |  | еще 4 вида в роде Стрелиция (APG IV, 2016) |
|  |                                |  |                                                  | порядок Имбирецветные                            |                        |  |                                                       |                                                       | род Стрелиция                                      |  |  |  |                                            |
|  |                                |  |                                                  | порядок Имбирецветные                            |                        |  |                                                       |                                                       | род Стрелиция                                      |  |  |  |                                            |
|  | отдел Цветковые (APG IV, 2016) |  |                                                  |                                                  | семейство Стрелициевые |  |                                                       |                                                       | вид Стрелиция Николая                              |  |  |  |                                            |
|  | отдел Цветковые (APG IV, 2016) |  |                                                  |                                                  | семейство Стрелициевые |  |                                                       |                                                       |                                                    |  |  |  |                                            |
|  |                                |  | ещё 63 порядка цветковых растений (APG IV, 2016) | ещё 63 порядка цветковых растений (APG IV, 2016) |                        |  |                                                       | еще 2 рода в семействе Стрелициевые (APG IV, 2016)    | еще 2 рода в семействе Стрелициевые (APG IV, 2016) |  |  |  |                                            |
|  |                                |  |                                                  | ещё 63 порядка цветковых растений (APG IV, 2016) |                        |  |                                                       |                                                       | еще 2 рода в семействе Стрелициевые (APG IV, 2016) |  |  |  |                                            |

### Сорта и гибриды
Сведения о культивируемых сортах и гибридах стрелиции Николая отсутствуют. 
В питомниках в продаже встречаются экземпляры с пестрыми листьями (вариегатные).